# Walentynów (Tomaszów Mazowiecki)
Pour les articles homonymes, voir Walentynów.
Walentynów est une localité polonaise de la gmina de Budziszewice, située dans le powiat de Tomaszów Mazowiecki en voïvodie de Łódź.